# Kékes Zoltán

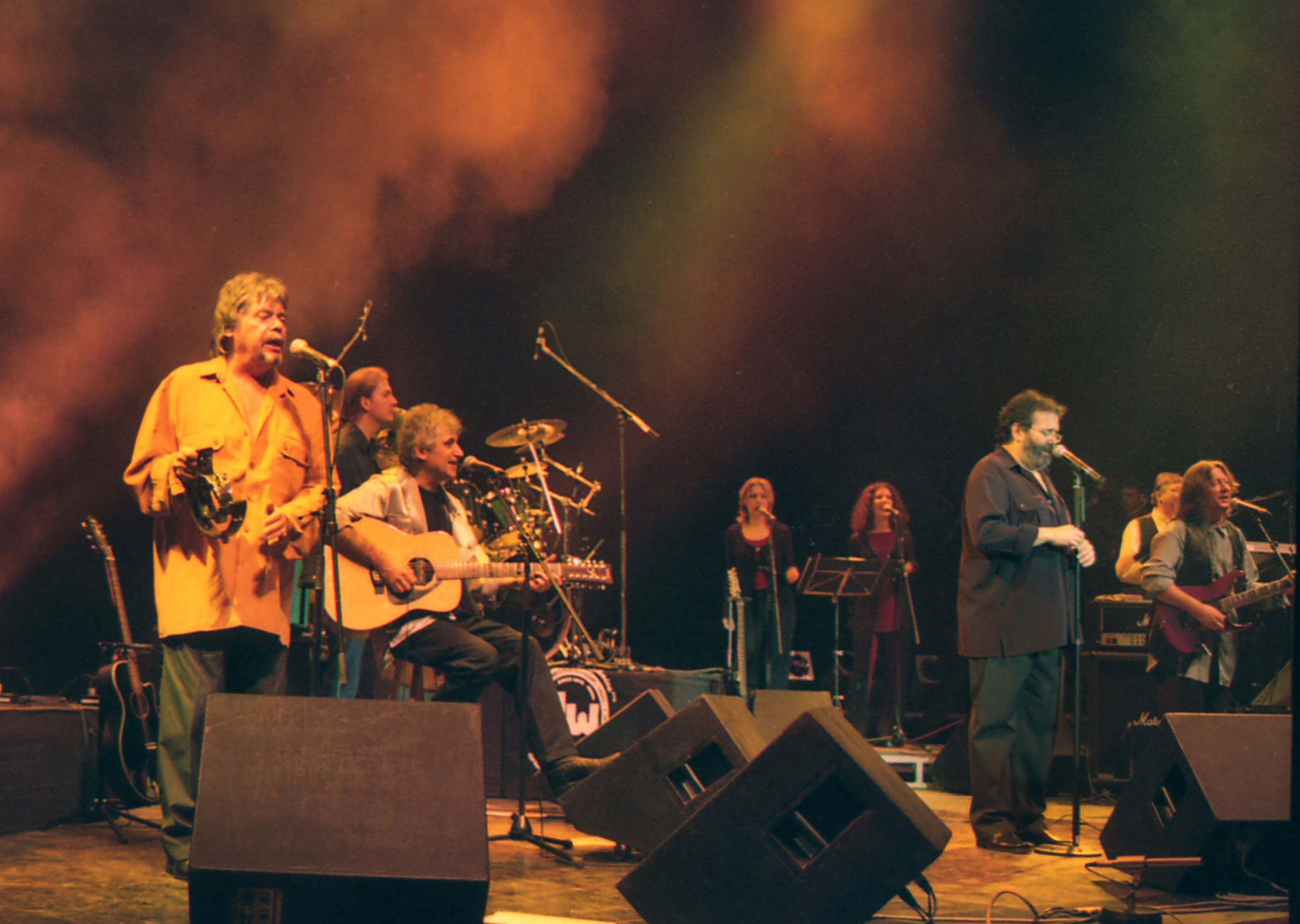
A Gemini együttes tagjaként a Budapest Kongresszusi Központban (2001)

Kékes Zoltán, becenevén Sziszi (Budapest, 1949. november 2. – Budapest, 2017. január 20.) magyar énekes, gitáros, előadóművész, menedzser.

## Életpályája
8 éves korában (1957) kezdett zongorázni tanulni. 1964–1968 között a Kandó Kálmán Technikumba járt. Felsőfokú tanulmányait 1968–1973 között a Kandó Kálmán Műszaki Főiskolán végezte, ahol üzemmérnöki diplomát szerzett. Első zenekara a Sinus együttes volt, amit az iskolatársaival alapított. 1962–1964 között a Zenit együttesben, 1964–1965 között a Teenagerben játszott, majd 1965–1968 között újra a Zenit tagja lett. 1968–1972 között a Gemini gitárosa volt, 1972-ben rövid időt töltött a Ferm együttesben, 1972-1973 között a Juventus együttesben, majd 1973–1983 között a Hungária tagja volt. 1983-tól gitárosa, vezetője és egyben menedzsere is volt a Dolly Roll együttesnek.

## Családja
Nős, egy lánya született, Raffaella.

## Díjak, elismerések
- EMeRTon-díj (1989)
- Huszka Jenő-díj (1996)
- ORI Nívódíj

## További információ
- A Dolly Roll hivatalos oldala
- Hungária (Startlap)